# Acacia (松任谷由実のアルバム)
『acacia (アケイシャ)』は、松任谷由実（ユーミン）の31枚目のオリジナルアルバム。2001年6月6日に東芝EMIからリリースされた（TOCT-24600）。2001年7月6日 - 10月27日にかけて『acacia』コンサートツアーが行われた。

## 解説
- 前年に行われたコンサートツアーの影響もあり、当初は2000年末の発売を目指して弾き語り中心のアルバムを考えていた。発売時期の延期やタイアップの増加などもあり、一時は「全く違うアルバムを2作立て続けに発売するかもしれない」とまで語っていた。最終的には松任谷由実史上最多となる14曲が収録されたアルバムとなった。タイトルの「アケイシャ」とはアカシアの英語読みである（製作段階では「アカシック」というタイトル案もあった）。ジャケットはラナデザインが手掛け、東京ADC2002に入選した。

## 収録曲

### CD
| 全作詞・作曲: 松任谷由実、全編曲: 松任谷正隆。 |                                                                                    |            |            |      |
| #                                              | タイトル                                                                           | 作詞       | 作曲・編曲 | 時間 |
| 1.                                             | 「Age of our innocence」                                                           | 松任谷由実 | 松任谷由実 | 6:05 |
| 2.                                             | 「哀しみをください -Rather Be In Sorrow-」                                         | 松任谷由実 | 松任谷由実 | 3:58 |
| 3.                                             | 「110°F -110 Degrees Fahrenheit-」                                                 | 松任谷由実 | 松任谷由実 | 3:58 |
| 4.                                             | 「リアリティ -Reality-」                                                           | 松任谷由実 | 松任谷由実 | 4:17 |
| 5.                                             | 「MIDNIGHT RUN」                                                                   | 松任谷由実 | 松任谷由実 | 5:29 |
| 6.                                             | 「acacia [アカシア]」                                                              | 松任谷由実 | 松任谷由実 | 4:14 |
| 7.                                             | 「Summer Junction」                                                                | 松任谷由実 | 松任谷由実 | 3:53 |
| 8.                                             | 「TWINS」                                                                          | 松任谷由実 | 松任谷由実 | 3:53 |
| 9.                                             | 「Song For Bride」                                                                 | 松任谷由実 | 松任谷由実 | 3:53 |
| 10.                                            | 「Lundi」                                                                          | 松任谷由実 | 松任谷由実 | 5:15 |
| 11.                                            | 「So long long ago」                                                               | 松任谷由実 | 松任谷由実 | 5:14 |
| 12.                                            | 「幸せになるために -For Us To Be Happy-」                                          | 松任谷由実 | 松任谷由実 | 3:47 |
| 13.                                            | 「7 TRUTHS 7 LIES〜ヴァージンロードの彼方で -7 Truths 7 Lies ~ Beyond the Aisle-」 | 松任谷由実 | 松任谷由実 | 4:48 |
| 14.                                            | 「PARTNERSHIP [after]」                                                            | 松任谷由実 | 松任谷由実 | 3:02 |

### 楽曲解説
1. Age of our innocence
前半は打ち込み中心、後半は生バンド主体の演奏になる。「きみがいれば汚れない」がテーマになっている。
2. 哀しみをください
3. 110°F
タイトルの意味は華氏の温度で、摂氏に置き換えると43.3℃である。その気温の南国での投身自殺を歌った曲。
4. リアリティ
m-floのボーカルであり、松任谷の大ファンでもあるLISAをゲストに迎えている。
5. MIDNIGHT RUN
三角関係の愛に破れた男の歌。
6. acacia [アカシア]
桜が散っている時期に作詞をしていたが、コンサートツアーで北陸を訪れた際に能登でアカシアが散る風景を思い出して作詞をした[注釈 2]。アルバムのタイトルとは違い、フランス語読みとなっている。
ベストアルバムへは2000年以降の楽曲としては珍しく『sweet,bitter sweet〜YUMING BALLAD BEST』『SEASONS COLOURS -春夏撰曲集-』『日本の恋と、ユーミンと。』の3回に渡って選出されるなど評価が高い一曲でもある。
2024年、同年に起きた能登半島地震を受けてチャリティー・シングルとして23年越しにシングルカット（カップリングには「春よ、来い」のNina Kravitz Remixを収録）。8月には手書きのイラストを基にしたミュージック・ビデオも新たに制作された。
7. Summer Junction
MITSUBISHI MOTORS「軽自動車キャンペーン」CM曲[2]。2001年2月に行われた苗場でのコンサートでも歌われたが、「どこかで寄り道」という部分が「戻って寄り道」となっていた。2018年の自薦ベスト『ユーミンからの、恋のうた。』にも収録。
8. TWINS
NHK教育テレビ 海外少年少女ドラマ『アニマル・レスキュー・キッズ』テーマソング。2001年1月11日発売のシングル『幸せになるために』カップリング曲。
9. Song For Bride
2001年4月25日発売のシングル『7TRUTHS 7LIES〜ヴァージンロードの彼方で』カップリング曲。
10. Lundi
大地真央に提供した「失恋」が原曲となっている。Lundiとはフランス語で「月曜日」のこと。
11. So long long ago
2000年9月20日発売のシングル『PARTNERSHIP』カップリング曲であり、シングルでは松任谷由実がピアノを演奏していたが、アルバムでは松任谷正隆の演奏に差し替えられた。
12. 幸せになるために
TBS系全国ネット『ウンナンのホントコ!/未来日記VIII』テーマ曲。番組内でタイトルが発表されたのは放送2週目からだった。なお、タイトルをめぐっては短い英語のものも候補にあったと松任谷由実は語っている。2001年1月11日にシングル発売。
13. 7 TRUTHS 7 LIES〜ヴァージンロードの彼方で
フジテレビ系全国ドラマ『ムコ殿』主題歌。アルバム制作の中で最後に制作された曲で、2001年1月には「アルバム収録曲は13曲」と語っていた。当初「TRUTHS」の部分が単数形「TRUTH」になっており、タイトルをめぐってアルバム制作に参加していた米国人ミュージシャンの間でも、単数形か複数形か意見が分かれたが、最終的に複数形が正しいことが判明し、急遽日本のスタッフに国際電話をして現タイトルとなった。2001年4月25日にシングル発売。
14. PARTNERSHIP [after]
日本テレビ系「シドニーオリンピック」イメージソング。2000年9月20日にシングル発売。シングルではタイトルは単に「PARTNERSHIP」であったが、アルバムに収録するにあたりキーを高くして再録された。

## 参加ミュージシャン
- キーボード&プログラミング : 松任谷正隆（#1-#13）
- ピアノ : 松任谷正隆（#14）
- ドラム : Vinnie Colaiuta（#1-#3,#5,#10）、江口信夫（#7,#8,#11）
- ハイハット＆シンバル : 島村英二（#6）
- エレクトリック・ギター : Dean Parks（#1,#5）、西川進（#1,#10）、鈴木茂（#7,#11）、鳥山雄司（#7）、松原正樹（#8）
- アコースティック・ギター : Dean Parks（#2,#6）、吉川忠英（#12）
- ガット・ギター : Dean Parks（#3）
- ベース : Neil Stubenhaus（#1,#3,#4,#10）、Leland Sklar（#2,#5,#6）、美久月千晴（#7,#8,#11）
- パーカッション : Michael Fisher（#1-#3,#5,#6)、浜口茂外也（#7,#9）
- サックス ：Dan Higgins（#3-#5）
- フルート ：Dan Higgins（#4）
- トランペット ：Jerry Hey（#3,#4）、Gary Grant（#3,#4）
- トロンボーン ：Bill Reichenbach（#3,#4）
- ヴァイオリン ：Sid Page（#6）
- シンセサイザー ：北城浩志（#1-#13）
- コーラス : 松任谷由実、木戸泰弘（#7,#8）、比山貴詠史（#7,#8）、広谷順子（#7,#8）、Marie（#2）、Misa（#2）、Rei（#2）、Tomomi（#2）、Momoko（#2）、Yuria（#2）、Lisa (m-flo) （#4）